# Perizonius

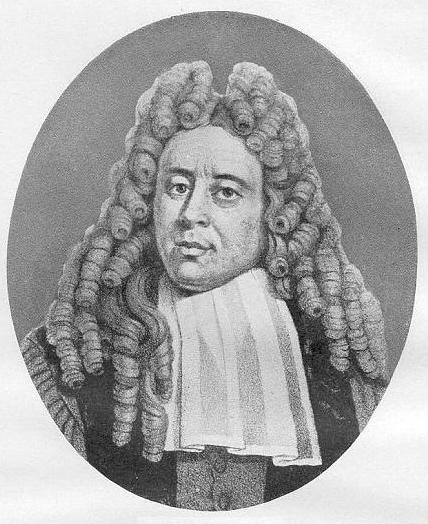
Perizonius.

Perizonius (o Accinctus) era el nombre de Jakob Voorbroek (26 de octubre de 1651 - 6 de abril de 1715), un erudito holandés, que nació en Appingedam en Groningen. 
Hijo de Anton Perizonius (1626-1672), el autor de un conocido tratado, De ratione studii theologici. Después de estudiar en la Universidad de Utrecht, fue nombrado en 1682 para la cátedra de elocuencia e historia en la Universidad de Franeker, gracias a la influencia de Johann Georg Graevius y de Nikolaes Heinsius el Viejo. En 1693 fue promovido a la cátedra de Leiden, donde murió el 6 de abril de 1715. 
Las numerosas obras de Perizonius le colocan en un alto lugar entre los estudiosos de su época. Especial interés se concede a su edición de Minerva sive de causis linguae Latinae (Salamanca: Renaut, 1587) de Francisco Sánchez de las Brozas, uno de los últimos trabajos en el estudio de gramática latina en su fase precientífica.
Cabe mencionar también sus Animadversiones historicae (1685), de las que se señala que  sentaron las bases de la crítica histórica, y de sus tratados sobre la república romana, a los que Niebuhr marca como el comienzo de la nueva era del estudio histórico.